# テラハウスICAキャリア開発研究所
テラハウス (ICAキャリア開発研究所) は、日本の学校の一つ。専門学校東京テクニカルカレッジにある夜間開講のパソコンと建築の学校。
講座は、初心者から上級まで、自分自身でコース組み立てができる。200もの講座を用意している。

## 所在地
- 東京都中野区東中野

## 開講講座例
(建築)
- 建築工学科
- 建築科
- 建築研究科
- 建築科（夜間）
- インテリア科
- インテリア科(夜間)

(パソコン)
- パソコン入門
- ハードウェア
- ワープロ・プレゼンテーション
- ホームページ作成・WEBデザイン
- 表計算
- データベース
- MOUS対策
- VBA・VB・SQL
- CG・グラフィックス
- サーバー・ネットワーク
- CGI・プログラミング